# Schießabzeichen der Kampfgruppen

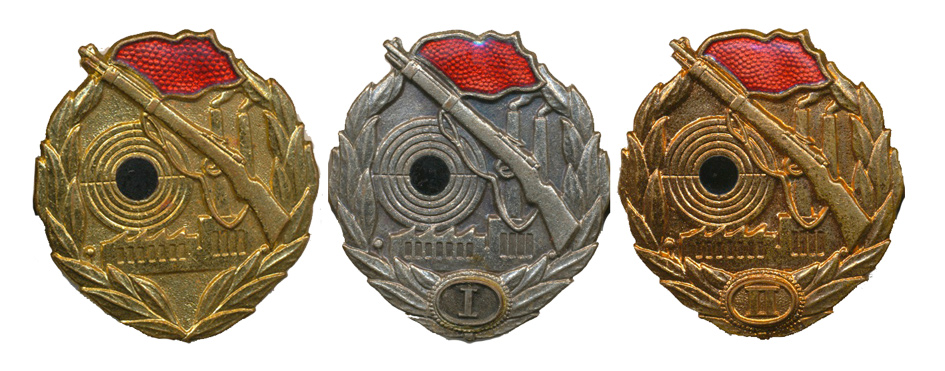
Schießabzeichen der Kampfgruppen (Gold, Silber I, Bronze II)

Das Schießabzeichen der Kampfgruppen war in der Deutschen Demokratischen Republik (DDR) eine nichtstaatliche Auszeichnung der Kampfgruppen der Arbeiterklasse, die in drei Stufen gestiftet wurde.

## Aussehen
Das bronzene, versilberte oder vergoldete Schießabzeichen ist nahezu rund und zeigt innerhalb zweier unten gekreuzter Lorbeerzweigen mittig links eine Schießscheibe mit schwarzem Mittelpunkt sowie rechts daneben ein nach oben links gerichtetes Gewehr mit aufgesetzter wehender roter Arbeiterfahne vor den Umrissen einer Fabrik. Die Spitze des Gewehrs sowie der obere Rand der Flagge reichen dabei über den Lorbeerkranz hinaus. Die Rückseite ist glatt und zeigt eine waagerecht verlötete Nadel mit Gegenhaken.